# Thomas Hamon
Thomas Hamon (Calais, 19 de marzo de 1986) es un deportista francés que compitió en ciclismo en la modalidad de BMX. Ganó una medalla de oro en el Campeonato Mundial de Ciclismo BMX de 2008 y tres medallas en el Campeonato Europeo de Ciclismo BMX entre los años 2008 y 2011.

## Palmarés internacional
| Campeonato Mundial | Campeonato Mundial         | Campeonato Mundial | Campeonato Mundial |
| Año                | Lugar                      | Medalla            | Competición        |
| ------------------ | -------------------------- | ------------------ | ------------------ |
| 2008               | Taiyuan (China)            | Medalla de oro     | Cruiser            |
| Campeonato Europeo |                            |                    |                    |
| Año                | Lugar                      | Medalla            | Competición        |
| 2008               | Weiterstadt (Alemania)     | Medalla de bronce  | Carrera            |
| 2010               | Sandnes (Noruega)          | Medalla de plata   | Carrera            |
| 2011               | Haaksbergen (Países Bajos) | Medalla de bronce  | Carrera            |